# Aich (Theisseil)
Aich ist ein Gemeindeteil von Theisseil im Landkreis Neustadt an der Waldnaab des bayerischen Regierungsbezirks Oberpfalz.

## Geographische Lage
Der Weiler Aich liegt 200 m nordöstlich der Kreisstraße 27, die Neustadt an der Waldnaab mit Theisseil verbindet.
1,4 km westlich von Aich verläuft die Bahnstrecke Weiden–Oberkotzau mit dem Bahnhof von Altenstadt an der Waldnaab.
Aich liegt 400 m nordwestlich von Roschau, 1,7 km östlich von Altenstadt an der Waldnaab und 1,7 km südlich von Neustadt an der Waldnaab.

## Geschichte
Der Wittelsbacher Ludwig der Strenge kaufte 1262 die Herrschaft Störnstein von Ulrich Stör und vereinigte sie mit der Herrschaft Neustadt zur Herrschaft Störnstein-Neustadt.
Das Geschlecht der Störe war eine Zweiglinie der Herren von Murach, die verbunden waren mit den Ortenburgern.
Dieser Kauf war ein Versuch der Wittelsbacher, den Einfluss der Ortenburger in der Oberpfalz zu vermindern.
Das Salbuch Ludwig des Strengen aus dem Jahr 1283 verzeichnete Aich mit einer Zeidelweide als zur Herrschaft Störnstein gehörig.
Aich (auch Eigen, Eygen, Aach, Aych) wurde in den Urbaren von 1285 und 1326, im Böhmischen Salbüchlein von 1366 und im Lehenbuch von 1396 erwähnt.
Im Zinsregister von 1514 und in den Urbaren von 1602 und 1653 wurde Aich mit 2 Gütern und 2 Mannschaften aufgeführt.
Aich gehörte zur lobkowitzischen Herrschaft Störnstein-Neustadt.
Zu dieser Herrschaft gehörten die Ortschaften Haidmühle, Sauernlohe, Neustadt an der Waldnaab, Störnstein, Wiedenhof, Aich, Roschau, Görnitz, Harlesberg, Altenstadt an der Waldnaab, Mühlberg, Denkenreuth, Ernsthof, Lanz, Oberndorf, Rastenhof, Wöllershof, Botzersreuth, Kronmühle und Sankt Quirin.
Außerdem gehörte das Gebiet von Waldthurn mit 28 Dörfern und Einöden zu dieser Herrschaft.
1641 wurde Störnstein-Neustadt unter Wenzel Eusebius von Lobkowicz zur gefürsteten Grafschaft erhoben.
Das Herrschaftsgebiet war in 4 Viertel geteilt: Neustädter Viertel, Altenstädter Viertel, Denkenreuther Viertel und Oberndorfer Viertel.
Aich gehörte zum Neustädter Viertel.
Das Steuerbuch von 1742 nannte Aich mit 2 Höfen, 8 Ochsen, 6 Kühen, 6 Jungrindern, 2 Mutterschweinen, 4 Frischlingen und 1 Ziege.
Im Mannschaftsregister von 1797 stand Aich mit 2 Höfen und 2 Herrschaftsuntertanen.
Aich war mit der niederen Gerichtsbarkeit, den Diensten, Abgaben und Steuern zum Oberamt Neustadt grundbar.
Die Obrigkeit mit höherer Gerichtsbarkeit und Mannschaft war lobkowitzisch.
1807 verkaufte Fürst Franz Josef von Lobkowitz Herzog zu Raudnitz die gefürstete Grafschaft Störnstein-Neustadt an das Königreich Bayern.
Aich gehörte zur Gemeinde Roschau.
Roschau war Steuerdistrikt und unmittelbare Landgemeinde, gebildet durch das Gemeindeedikt 1808.
Die Gemeinde Roschau bestand aus den Ortschaften Roschau, Aich, Fichtlmühle, Görnitz, Hammerharlesberg, Harlesberg und Wiedenhof.
Im Zuge der Gebietsreform in Bayern wurde Roschau mit Edeldorf und Letzau 1972 zur neu gebildeten Gemeinde Theisseil zusammengelegt.

## Einwohnerentwicklung in Aich ab 1817
| Jahr | Einwohner | Gebäude |
| ---- | --------- | ------- |
| 1817 | 12        | 2       |
| 1838 | 8         | 2       |
| 1871 | 15        | 7       |
| 1885 | 13        | 2       |
| 1900 | 10        | 2       |
| 1913 | 14        | 2       |

| Jahr | Einwohner | Gebäude |
| ---- | --------- | ------- |
| 1925 | 9         | 2       |
| 1950 | 19        | 2       |
| 1961 | 13        | 2       |
| 1970 | 14        | k. A.   |
| 1987 | 21        | 5       |
| 2011 | 20        | k. A.   |